# Kattgölen, Närke
Kattgölen är en sjö i Askersunds kommun i Närke och ingår i Motala ströms huvudavrinningsområde. Sjöns area är 0,001 kvadratkilometer och den är belägen 125 meter över havet.